# Saukopfmoor
Das Naturschutzgebiet Saukopfmoor liegt im Landkreis Gotha und im Landkreis Schmalkalden-Meiningen in Thüringen. Es erstreckt sich nordwestlich der Kernstadt Oberhof. Östlich des Gebietes verläuft die Landesstraße L 3247 und südlich die L 1128.

## Bedeutung
Das 34,6 ha große Gebiet mit der NSG-Nr. 41 wurde im Jahr 1961 unter Naturschutz gestellt. 